# Avant 1930 à la télévision
Chronologie de la télévision
- Avant 1930 à la télévision - 1930 à la télévision - 1931 à la télévision

## Événements
- XVIIe siècle : les boîtes d'optiques se popularisent.
- 1865 : L'abbé Caselli invente le pantélégraphe.
- 1873 : Découverte des propriétés photo-sensibles du sélénium par Willoughby Smith ce qui permettra quatre ans plus tard de lancer les premières recherches sur la transmission d'image à distance.
- 14 février 1876 : l'invention du téléphone, qui transmet les sons à distance, stimule les chercheurs qui veulent absolument faire de même avec les images.
- 18 février 1876 : les frères Siemens présentent une proposition d'œil électrique artificiel utilisant les propriétés du sélénium. Cette proposition va inspirer différents pionniers : Adriano de Paiva, Constantin Senlecq, George R. Carey, Julian Ochorowicz
- Mars 1878 : publication du premier article d'Adriano de Paiva suggérant l'utilisation du sélénium pour concevoir un télecroscope.
- 17 mai 1878 : George R. Carey propose le télectroscope ou « caméra électrique au sélénium » dans un petit article de Scientific American. Il est considéré comme le premier à avoir eu l'idée du système de télévision.
- 7 décembre 1878 : première publication évoquant la conception d'un télectroscope par le notaire français Constantin Senlecq.
- À partir de 1880, multiplication des propositions de solutions pour construire des appareils recourant aux propriétés du sélénium
- 1882 : l'électricien britannique Ll.B. Atkinson conçoit un système de balayage par tambour de miroirs, qui sera théorisé en 1889 par l'alsacien Lazare Weiller.
- 1884 : l'Allemand Paul Nipkow conçoit un "télescope électrique" avec un système de balayage et de synthèse, utilisant deux disques perforés (« disque de Nipkow »). Il obtient un brevet en 1885.
- 1889 : l'ingénieur français Lazare Weiller conçoit le « phoroscope », reposant sur deux roues à miroirs (« roue de Weiller ») et un téléphone à gaz.
- 1897 : invention du tube cathodique par Ferdinand Braun, Professeur à l'Université de Strasbourg.
- 25 août 1900 : première occurrence connue du mot télévision à l'Exposition universelle de Paris.
- 1904 : première présentation du télautographe de Arthur Korn, un système de transmission des images fixes à distance.
- Années 1920 : apparition des premiers magazines spécialisés sur la télévision en Europe et aux États-Unis,
- 1925 : premières transmissions d'image par voie hertzienne réalisée par l'américain C. Francis Jenkins.
- 1926 : premières transmissions en Grande-Bretagne par John Logie Baird
- 1926 : le russe Lev Termen finalise un appareil de télévision, classé « secret défense » par le régime soviétique.
- 8 mai 1928 : service de programme de télévision diffusé de 13h30 à 14h pour les quelques amateurs ayant construit des récepteurs de télévision grâce aux travaux de la General Electric.
- 21 août 1928 : le gouverneur Alfred E. Smith est le premier homme politique à faire une déclaration télévisée sur la station radio WGY. Cette émission fut aussi la première captation hors studio de l'histoire de la télévision.
- 11 septembre 1928 : A Queen's Messenger (40 min avec deux acteurs) est la première représentation dramatique diffusée simultanément à la radio et à la télévision.